# Kurt Bartlewski
Kurt Bartlewski (* 13. Januar 1930 in Gelsenkirchen; † 20. August 2023 ebenda) war ein deutscher Kommunalpolitiker (ehemals SPD). Er war von 1989 bis 1996 Oberbürgermeister der Stadt Gelsenkirchen.

## Leben
Der Diplom-Ingenieur Bartlewski war von Beruf Lehrer. Seine Eltern und Vorfahren stammen aus dem südlichen Ostpreußen. Er schloss sich der SPD an, war von 1975 bis 1999 Ratsmitglied der Stadt Gelsenkirchen und dort lange Zeit Vorsitzender der SPD-Fraktion. Von 1989 bis 1996 amtierte er als Oberbürgermeister der Stadt Gelsenkirchen. 2006 trat er aus der SPD aus.